# Sama (Einheit)
Sama war ein Volumenmaß in der Lombardei und Venedig. Das Maß wurde für trockene und flüssige Waren gebraucht.
- 1 Sama = 87 1/3 Quart (Preuß.) = 10 Mine = 100 Pinte = 1000 Coppi = 100 Liter